# Cardiochiles populator
Cardiochiles populator är en stekelart som först beskrevs av Thomas Say 1824.  Cardiochiles populator ingår i släktet Cardiochiles och familjen bracksteklar. Inga underarter finns listade.